# Marco Schenardi
Marco Schenardi (San Giorgio Piacentino, 3 marzo 1968) è un allenatore di calcio, ex calciatore e politico italiano, di ruolo centrocampista, dal 2 giugno 2023 assessore allo sport e alle politiche giovanili del Comune di Terni.

## Carriera

### Giocatore

Schenardi (accosciato, al centro) nel Sassuolo 1989-1990

Ala tornante, cresciuto nelle giovanili della Cremonese, con cui conquistò la Coppa Italia Primavera nella stagione 1986-1987; in seguito passò al Sassuolo in Serie C2, dove giocò tre stagioni da titolare. Trasferitosi all'Ospitaletto nel 1990, a novembre di quell'anno fu acquistato in prestito dal Bologna, militante in Serie A, dove esordì l'11 novembre contro la Juventus.
Dopo il primo anno in massima serie fu chiamato al Brescia fra i cadetti, conquistando la promozione. La squadra retrocesse per poi conquistare un'altra promozione, terminando il successivo campionato di Serie A 1994-1995 all'ultimo posto. Nel 1995 si trasferì alla Reggiana dove rimase un anno e mezzo ottenendo la promozione in Serie A nel 1996; a gennaio 1997 fu acquistato dal Vicenza, che lo girò in prestito al Bologna per la seconda parte della stagione 1996-1997. Nella stagione successiva tornò a vestire la maglia vicentina, con cui disputò tre stagioni debuttando anche nella Coppa delle Coppe, e conquistando la promozione in Serie A nel campionato 1999-2000.
Nel 2000 cambiò nuovamente maglia, accasandosi alla Ternana, dove rimase due stagioni: nella prima la squadra rossoverde terminò nelle prime posizioni della classifica di Serie B, mentre nella seconda annata in rossoverde fu meno impiegato rispetto all'anno precedente e la squadra retrocesse nell'ultima giornata. La retrocessione in Serie C1 fu però annullata grazie al ripescaggio in Serie B dovuto al fallimento della Fiorentina. Per la stagione 2002-2003 venne acquistato dall'Ancona: fu la sua ultima stagione da giocatore professionista, in cui contribuì alla promozione in Serie A della squadra marchigiana, allenata da Luigi Simoni.
Passato alla Narnese, nell'Eccellenza Umbria, vi giocò fino al 2006 raggiungendo la promozione in Serie D nel campionato  2004-05.

### Allenatore
Inizia nel 2003, quando diventa giocatore-allenatore della Narnese. Dal 2007 è l'allenatore del Deruta, in Eccellenza umbra: ottiene il primo posto in campionato e la conseguente promozione in Serie D, la prima della storia per la compagine umbra, e nel campionato 2008-2009, sempre alla guida del Deruta, sfiora l'approdo ai play-off. Nel 2009 per un mese è alla guida del Rieti. Tornato al Deruta, nel dicembre 2010 viene sollevato dall'incarico a causa della posizione in classifica, per poi essere richiamato per la parte finale del torneo.
Dall'estate 2011 è alla guida dello Sporting Terni, sempre in Serie D; con la formazione umbra arriva ai play-off, nei quali viene eliminato dall'Atletico Arezzo. L'8 ottobre 2013 è chiamato a sostituire Zoran Luzi alla guida del Voluntas Spoleto, venendo a sua volta esonerato nel marzo successivo.
Nel luglio 2015 viene ingaggiato dalla Civitanovese, partecipante al campionato di Eccellenza. Nel febbraio 2016 viene esonerato nonostante il primo posto con 8 punti di vantaggio sulla seconda. Il 18 giugno diventa il nuovo allenatore del Sansepolcro ottenendo l'ottavo posto nella stagione 2016-2017. Riconfermo dalla società biturgense, viene sollevato dall'incarico il 7 novembre 2017 dopo aver totalizzato tredici punti in altrettante giornate.
Viene richiamato sulla panchina del Sansepolcro, con la squadra ultima in classifica, il 19 febbraio 2018, non riuscendo, però, a evitare la retrocessione della compagine toscana, che alla fine del campionato scende in Eccellenza. A maggio 2018 approda sulla panchina della Flaminia CivitaCastellana, in Serie D, dove resta per una sola stagione conducendo alla salvezza il club laziale.
Nell'agosto del 2019 torna dopo 17 anni alla Ternana, assumendo la guida tecnica dei Giovanissimi Nazionali.

### Dopo il ritiro
Il 2 giugno 2023 diventa assessore del Comune di Terni, nella giunta di Stefano Bandecchi, con deleghe allo sport e alle politiche giovanili.

## Palmarès

### Giocatore

#### Competizioni giovanili
- Coppa Italia Primavera: 1

Cremonese: 1986-1987

#### Competizioni nazionali
- Campionato italiano di Serie B: 2

Brescia: 1991-1992
Vicenza: 1999-2000

#### Competizioni internazionali
- Coppa Anglo-Italiana: 1

Brescia: 1993-1994

### Allenatore
- Eccellenza: 3

Narnese: 2004-2005
Deruta: 2007-2008
Civitanovese: 2015-2016
- Coppa Italia Dilettanti Umbria: 1

Narnese: 2004-2005